# Sooke Basin
Sooke Basin är en vik i Kanada.   Den ligger i provinsen British Columbia, i den södra delen av landet, 3 600 km väster om huvudstaden Ottawa.
I omgivningarna runt Sooke Basin växer i huvudsak barrskog. Runt Sooke Basin är det ganska tätbefolkat, med 60 invånare per kvadratkilometer.